# Oliver Shanti
Oliver Shanti, właściwie Ulrich Schulz (ur. 16 listopada 1948 w Hamburgu, zm. w więzieniu w marcu 2016
), znany też jako Oliver Serano-Alve – niemiecki muzyk, multiinstrumentalista, kompozytor folkowej, elektronicznej i ezoterycznej muzyki w stylu new age, producent muzyczny. Od 2003 był poszukiwany przez niemiecką policję w związku z zarzutami o wykorzystywanie seksualne dzieci. Zatrzymany 29 czerwca 2008 w Lizbonie.

## Życiorys
Karierę muzyczną rozpoczął jeszcze w latach 60. XX wieku, jako nastolatek grając na gitarze w portowych ulicach powojennego Hamburga. W wieku 14 lat wyjechał do Paryża, a później na Karaiby. Pod koniec lat 60. mieszkał w Amsterdamie, Berlinie, Kalifornii oraz Północnej Afryce. Śpiewał w klubach nocnych oraz zajmował się różnymi pracami na swoje utrzymanie. Na początku lat 70. organizował koncerty muzyki folk. Zaprzyjaźnił się też ze znanym szkockim artystą Donovanem.
Po muzycznym festiwalu w libańskim mieście Baalbek zafascynował się muzyką orientalną. Postanowił zniknąć z życia publicznego i lata 1973–1980 spędził w indyjskiej dżungli nieopodal rzeki Ganges. Odnaleziony przez przyjaciół powrócił do Europy i do pracy na scenie muzycznej.
Razem z dźwiękowcem Veitem Waymanem, multiinstrumentalistką Margot Vogl-Shanti otworzył wytwórnię muzyczną SATTVA Music. Pierwszą produkcją była płyta Frieden Shanti Peace. W późniejszych latach wydawał kolejne płyty. Jego najbardziej znane Tai Chi, Well Balanced, Alhambra osiągnęły ponad 100 tysięcy sprzedanych egzemplarzy. Tworząc muzykę opierał się na osiągnięciach etnicznych muzyków z różnych stron świata. Jego wytwórnia współpracowała z takimi artystami jak m.in. Rick Wakeman oraz Gandalf. W nagraniach wielu płyt uczestniczył również polski skrzypek Wojciech Czemplik.
W 2002 wyszło na jaw, że jest podejrzany o molestowanie seksualne 116 dzieci, w tym pięć przypadków określono jako ciężkie. Muzyk zniknął ze swojej portugalskiej posiadłości i do 2008 ukrywał się przed wymiarem sprawiedliwości. Niemiecka policja z Monachium wystawiła list gończy oferując 3000 EUR nagrody za informacje. 29 czerwca 2008 został aresztowany w Lizbonie w Portugalii. W grudniu 2009 zakończył się proces muzyka, w którym monachijski sąd skazał go na 6 lat i 10 miesięcy więzienia uznając jego winę w 76 przypadkach. Zmarł w więzieniu (prawdopodobnie zamordowany) w marcu 2016 roku.

## Dyskografia
- Alhambra (wspólnie z The Royal Philharmonic Orchestra Of London)
- Buddha And Bonsai vol.1
- Buddha And Bonsai vol.2
- Buddha And Bonsai vol.3
- Buddha And Bonsai vol.4
- Buddha And Bonsai vol.5
- Circles Of Life (Best Of)
- Listening To The Heart
- Medicine Power
- Meditative Music – The Magic of Martial Arts
- Minho Valley Fantasies
- Rainbow Way
- Rashni Punjaabi – Passage to the Orient
- Reiki – Brightness Healing
- Sacral Nirvana
- Seven Times Seven
- Shaman 2
- Shaman
- Spirit Of Budo
- Tai Chi Too
- Tai Chi
- Ten Years of Sattva
- Tibetiya
- Vida Para Vida
- Walking On The Sun
- Water-Four Circles of Live
- Karmapa
- Well Balanced